# Bác sĩ Dolittle: Chuyến phiêu lưu thần thoại
Bác sĩ Dolittle: Chuyến phiêu lưu thần thoại (tên gốc tiếng Anh: Dolittle) là phim điện ảnh phiêu lưu kỳ ảo của Mỹ năm 2020 do Stephen Gaghan đạo diễn, với phần kịch bản do Gaghan cùng Dan Gregor, Doug Mand và Chris McKay đảm nhiệm dựa trên cốt truyện chính của Thomas Shepherd. Đây là phim điện ảnh làm lại từ loạt phim Doctor Dolittle (1967) và phần phim tái khởi động Dr. Dolittle (1998). Nội dung của Bác sĩ Dolittle: Chuyến phiêu lưu thần thoại dựa trên nhân vật bác sĩ Dolittle của tác giả Hugh Lofting và chủ yếu lấy cảm hứng từ cuốn sách Bác sĩ Dolittle: Những chuyến du hành tới vương quốc động vật (1922). Nam diễn viên Robert Downey Jr. thủ vai nhân vật chính, cùng với Antonio Banderas và Michael Sheen trong vai các nhân vật là con người. Dàn diễn viên lồng tiếng các nhân vật động vật của phim bao gồm Emma Thompson, Rami Malek, John Cena, Kumail Nanjiani, Octavia Spencer, Tom Holland, Craig Robinson, Ralph Fiennes, Selena Gomez và Marion Cotillard.
Dự án phim được công bố vào tháng 3 năm 2017 với Downey Jr. được xác nhận sẽ đảm nhiệm vai diễn chính; danh tính các diễn viên khác được xác nhận vào năm sau đó. Phim bắt đầu được bấm máy từ tháng 3 năm 2018 và kéo dài đến hết tháng 6 tại nhiều địa điểm ở Vương quốc Anh. Phim được bấm máy lại một số cảnh vào mùa xuân năm 2019 dưới sự giám sát của Jonathan Liebesman và Chris McKay, sau khi các buổi chiếu thử cho kết quả không như mong đợi.
Hãng Universal Pictures cho công chiếu Bác sĩ Dolittle: Chuyến phiêu lưu thần thoại tại Hoa Kỳ từ ngày 17 tháng 1 năm 2020. Phim thu về hơn 251 triệu USD toàn cầu và trở thành phim điện ảnh có doanh thu cao thứ bảy của năm 2020. Mặc dù vậy, tác phẩm vẫn là một bom xịt phòng vé, khiến Universal lỗ từ 50-100 triệu USD. Phim cũng nhận về nhiều đánh giá tiêu cực từ giới chuyên môn, đặc biệt cho tính hài hước và phần cốt truyện. Phim nhận được sáu đề cử cho Giải Mâm xôi vàng, bao gồm cả đề cử cho Phim dở nhất.

## Nội dung
Ở nước Anh thời kỳ Victoria sơ khai, bác sĩ John Dolittle là người có khả năng nói chuyện với động vật. Sau khi vợ ông là Lily chết trên biển, Dolittle đau khổ sống thu mình trong nhà với đám động vật và không tiếp xúc với những người khác. Ông cũng đóng cửa phòng khám thú y. Một ngày kia, cậu bé tên Tommy Stubbins vô tình làm một con sóc bị thương, cậu được hướng dẫn đưa nó đến nhà Dolittle nhờ giúp đỡ.
Trong khi đó Victoria của Anh cử cô gái tên Rose đến tìm Dolittle với một lời nhắn yêu cầu ông vào cung điện chữa bệnh cho nữ hoàng. Ban đầu anh từ chối nhưng sau đó cũng đồng ý đi. Ông khám phá ra nữ hoàng bị đầu độc bởi một loại thực vật pha vào nước trà. Để cứu chữa, bà phải ăn một loại trái cây ma thuật của cây thần ở một hòn đảo xa xôi. Dolittle, Tommy và đám động vật lên tàu ra khơi, hi vọng tìm được trái cây trong khi cố gắng né tránh bác sĩ Blair Müdfly, đối thủ lâu năm của Dolittle. Dolittle để chú chó Lurcher và con bọ que ở lại để canh chừng nữ hoàng trong lúc ông đi vắng. Trên đường đi, tàu của Dolittle bị tàu của Müdfly tấn công, nhưng họ đã nhờ được một con cá voi kéo con tàu đến nơi an toàn.
Dolittle đến hòn đảo nơi Lily được sinh ra. Vua hải tặc Rassouli - cha của Lily - là người cai quản đảo này. Trong khi đánh cắp cuốn sổ chỉ đường của Lily, Dolittle bị Rassouli bắt giữ và bị nhốt trong phòng giam cùng với con hổ Barry. Chú khỉ đột Chee-Chee đến kịp thời và hạ gục Barry trước khi nó giết Dolittle. Dolittle và Tommy bỏ chạy nhưng bị Müdfly chiếm đoạt cuốn sổ. Con tàu của họ cũng bị tàu của Müdfly phá hủy. Khi thấy Dolittle suy sụp, Rassouli đã cho ông một con tàu cũ để ông tiếp tục hành trình. Theo dấu Müdfly, nhóm của Dolittle đến hòn đảo có cây thần, nơi họ gặp Ginko-Who-Soars, con rồng canh giữ cái cây từ khi chồng nó chết. Ginko tấn công đoàn người của Müdfly trước khi nó gục xuống vì đau trong lòng. Dolittle biết được cái gì làm đau con rồng và làm phẫu thuật lấy nhiều đồ kim loại ra khỏi bụng nó. Tin tưởng và biết ơn, Ginko hướng dẫn Dolittle đến chỗ cái cây.
Nhóm của Dolittle quay về nước Anh kịp lúc để cứu chữa nữ hoàng. Con bọ que tiết lộ rằng Quý ngài Thomas Badgley chính là người đầu độc nữ hoàng vì có âm mưu cướp ngôi. Hắn sau đó bị bắt giữ. Nhóm của Dolittle được khen thưởng. Dolittle mở lại phòng khám thú y, Tommy trở thành phụ tá chính thức của ông. Trong phần cảnh hậu danh đề, Müdfly vẫn còn ở lại hòn đảo và bị đàn dơi trong hang giết chết.

## Diễn viên

### Diễn viên người thật
- Robert Downey Jr. vai Bác sĩ John Dolittle
- Harry Collett vai Tommy Stubbins
- Antonio Banderas vai Vua Rassouli
- Michael Sheen vai Bác sĩ Blair Müdfly
- Jim Broadbent vai Quý ngài Thomas Badgley
- Jessie Buckley vai Victoria của Anh
- Carmel Laniado vai Quý cô Rose
- Kasia Smutniak vai Lily Dolittle[3]
- Ralph Ineson vai Arnall Stubbins
- Joanna Page vai Bethan Stubbins
- Sonny Ashbourne Serkis vai Arnall Stubbins Jr.
- Elliot Barnes-Worrell vai Đại úy William Derrick

### Diễn viên lồng tiếng
- Emma Thompson vai Vẹt Polynesia "Poly"
- Rami Malek vai Khỉ đột Chee-Chee
- John Cena vai Gấu Bắc Cực Yoshi
- Kumail Nanjiani vai Đà điểu Plimpton
- Octavia Spencer vai Vịt Dab-Dab
- Tom Holland vai Chó Jip
- Craig Robinson vai Sóc Kevin
- Selena Gomez vai Hươu cao cổ Betsy
- Marion Cotillard vai Cáo Tutu
- Ralph Fiennes vai Hổ Barry
- Frances de la Tour vai Rồng Ginko-Who-Soars
- Jason Mantzoukas vai Chuồn chuồn James
- Nick A. Fisher vai Mini
- Tim Trelor vai Cá voi Humphrey

## Phát hành
Bác sĩ Dolittle: Chuyến phiêu lưu thần thoại do hãng Universal Pictures chịu trách nhiệm phân phối. Ban đầu phim được đặt lịch công chiếu vào ngày 24 tháng 5 năm 2019 nhưng đã được dời sang ngày 12 tháng 4 năm 2019 để tránh cạnh tranh trực tiếp với Star Wars: Skywalker trỗi dậy, tuy vậy sau đó, bản thân Star Wars: Skywalker trỗi dậy lại được dời lịch công chiếu từ tháng 5 sang ngày 20 tháng 12 năm 2019. Bác sĩ Dolittle: Chuyến phiêu lưu thần thoại sau đó đã được dời lịch công chiếu xuống ngày 17 tháng 1 năm 2020.

### Phương tiện tại gia
Bác sĩ Dolittle: Chuyến phiêu lưu thần thoại được phát hành dưới định dạng Digital HD vào ngày 24 tháng 3 năm 2020, và dưới các định dạng đĩa vật lý DVD, Blu-ray, và Ultra HD Blu-ray vào ngày 7 tháng 4 năm 2020. Tính đến ngày 12 tháng 7 năm 2020, phim đã thu về 14,3 triệu USD từ doanh số các phương tiện tại gia.

## Đón nhận

### Doanh thu phòng vé
Bác sĩ Dolittle: Chuyến phiêu lưu thần thoại thu về 77 triệu USD chỉ tính riêng tại thị trường Mỹ và Canada và 174 triệu USD tại các quốc gia và vùng lãnh thổ khác, đưa tổng mức doanh thu toàn cầu lên tới 251,4 triệu USD, so với kinh phí sản xuất bộ phim là 175 triệu USD. Do chi phí sản xuất và tiếp thị cao, The New York Observer ước tính rằng bộ phim cần thu về hơn 500 triệu USD toàn cầu để hòa vốn. Sau dịp cuối tuần ra mắt, nhiều nguồn tin ước tính bộ phim khiến hãng Universal lỗ từ 50–100 triệu USD.
Tại thị trường Mỹ và Canada, Bác sĩ Dolittle: Chuyến phiêu lưu thần thoại được phát hành cùng thời điểm với Những gã trai hư trọn đời, dự kiến thu về 20–22 triệu USD từ 4.155 rạp chiếu phim trong ba ngày cuối tuần ra mắt, và thu về tổng cộng 27 trong bốn ngày nếu tính cả ngày Martin Luther King Jr.. Phim thu về 6,3 triệu USD trong ngày đầu tiên công chiếu, bao gồm 925.000 USD thu về từ suất chiếu sớm đêm thứ Năm. Tác phẩm tiếp tiếp tục thu về 22 triệu USD trong ba ngày cuối tuần ra mắt và 29,5 triệu USD trong khung bốn ngày, đứng thứ hai về doanh thu phòng vé tuần sau Những gã trai hư trọn đời. Phim tiếp tục thu về 12,1 triệu USD trong dịp cuối tuần thứ hai và 7,7 triệu USD trong dịp cuối tuần thứ ba, xếp thứ hai về doanh thu phòng vé trong cả hai tuần.
Sau nhiều tháng trì hoãn, Bác sĩ Dolittle: Chuyến phiêu lưu thần thoại đã được công chiếu tại Trung Quốc vào ngày 24 tháng 7 và thu về 5,2 triệu USD từ khoảng 3.000 rạp chiếu trong dịp cuối tuần đầu tiên công chiếu. Đến ngày 6 tháng 8, phim đạt doanh thu 14,6 triệu USD tại quốc gia này.

### Đánh giá chuyên môn
Trên hệ thống tổng hợp kết quả đánh giá Rotten Tomatoes, phim nhận được 14% lượng đồng thuận dựa theo 236 bài đánh giá, với điểm trung bình là 4/10. Các chuyên gia của trang web nhất trí rằng, "Bác sĩ Dolittle: Chuyến phiêu lưu thần thoại có thể làm hài lòng những khán giả nhỏ tuổi, nhưng chúng vẫn xứng đáng được thưởng thức những thứ hay ho hơn là một cốt truyện lộn xộn cùng những màn pha trò cũ rích từ một tác phẩm chuyển thể mà chúng đã thuộc nằm lòng." Trên trang Metacritic, phần phim đạt số điểm 26 trên 100, dựa trên 46 nhận xét, chủ yếu là những lời chỉ trích tiêu cực. Lượt bình chọn của khán giả trên trang thống kê CinemaScore cho phần phim điểm "B" trên thang từ A+ đến F, trong khi đó trang PostTrak cho biết số khán giả được khảo sát đã đánh giá bộ phim 3 trên 5 sao.